# Сусваль (село)
Сусваль (до 1952 року — Могильне, з 1952 до 2016 року Жовтневе) — село в Україні, у Оваднівській сільській громаді Володимирського району Волинської області.

## Географія
Село розташоване на лівому березі річки Турія.

## Історія
Село засновано 1570 року. 1943 р. тут активно діяла УПА.
У 1906 році село Могильне Вербської волості Володимир-Волинського повіту Волинської губернії. Відстань від повітового міста 8 верст, від волості 6. Дворів 138, мешканців 710.
До 1952 р. село носило назву Могильне, з 1952 до 2016 — Жовтневе. В рамках декомунізації село було перейменовано на Сусваль. 19 травня 2016 року Верховна Рада прийняла постанову про перейменування села, змінивши радянську назву на нову — на честь уродженця села — вояка Української армії Петра Сусваля.
12 червня 2020 року, відповідно до розпорядження Кабінету Міністрів України № 708-р «Про визначення адміністративних центрів та затвердження територій територіальних громад Волинської області», увійшло до складу Оваднівської сільської територіальної громади.
19 липня 2020 року, в результаті адміністративно-територіальної реформи та ліквідації  Володимир-Волинського району(1940—2020), село увійшло до новоутвореного Володимир-Волинського району (від 18 липня 2022 Володимирського).

## Сучасність
Орган місцевого самоврядування — Оваднівська сільська рада. Населення становить 626 осіб. Кількість дворів (квартир) — 280. З них 4 нові (після 1991 р.).
В селі функціонує українська православна церква Різдва пресвятої Богородиці [ПЦУ]. Кількість парафіян — 287 осіб. Працює школа І-ІІ ступенів на 140 місць, фельдшерсько-акушерський пункт, 2 торговельних заклади.
В селі доступні такі телеканали: УТ-1, 1+1, Інтер, Обласне телебачення. Радіомовлення здійснюють Радіо Промінь, Радіо «Луцьк», проводове радіо.
Село газифіковане. Дорога з твердим покриттям у задовільному стані. Наявне постійне транспортне сполучення з районним та обласним центрами.

## Населення
Згідно з переписом УРСР 1989 року чисельність наявного населення села становила 1059 осіб, з яких 532 чоловіки та 527 жінок.
За переписом населення України 2001 року в селі мешкало 620 осіб.

### Мова
Розподіл населення за рідною мовою за даними перепису 2001 року:
| Мова       | Відсоток |
| ---------- | -------- |
| українська | 98,56 %  |
| російська  | 1,44 %   |

## Пам'ятки
У селі є три об'єкти культурної спадщини:
- Церква Різдва Богородиці (1903 рік) — пам'ятка архітектури місцевого значення, охоронний номер 62-м. Розташована по вулиці Першотравневій, 49 (на території колишнього села Могильне);
- Козацькі могили — щойновиявлена пам'ятка історії, група із семи поховань, розташована за 0,7 км на північ від північної околиці села, у лісі;
- Могила братська 11 мирних жителів, вбитих поляками (1943 рік) — щойновиявлена пам'ятка історії, за північний захід від села, у лісі.

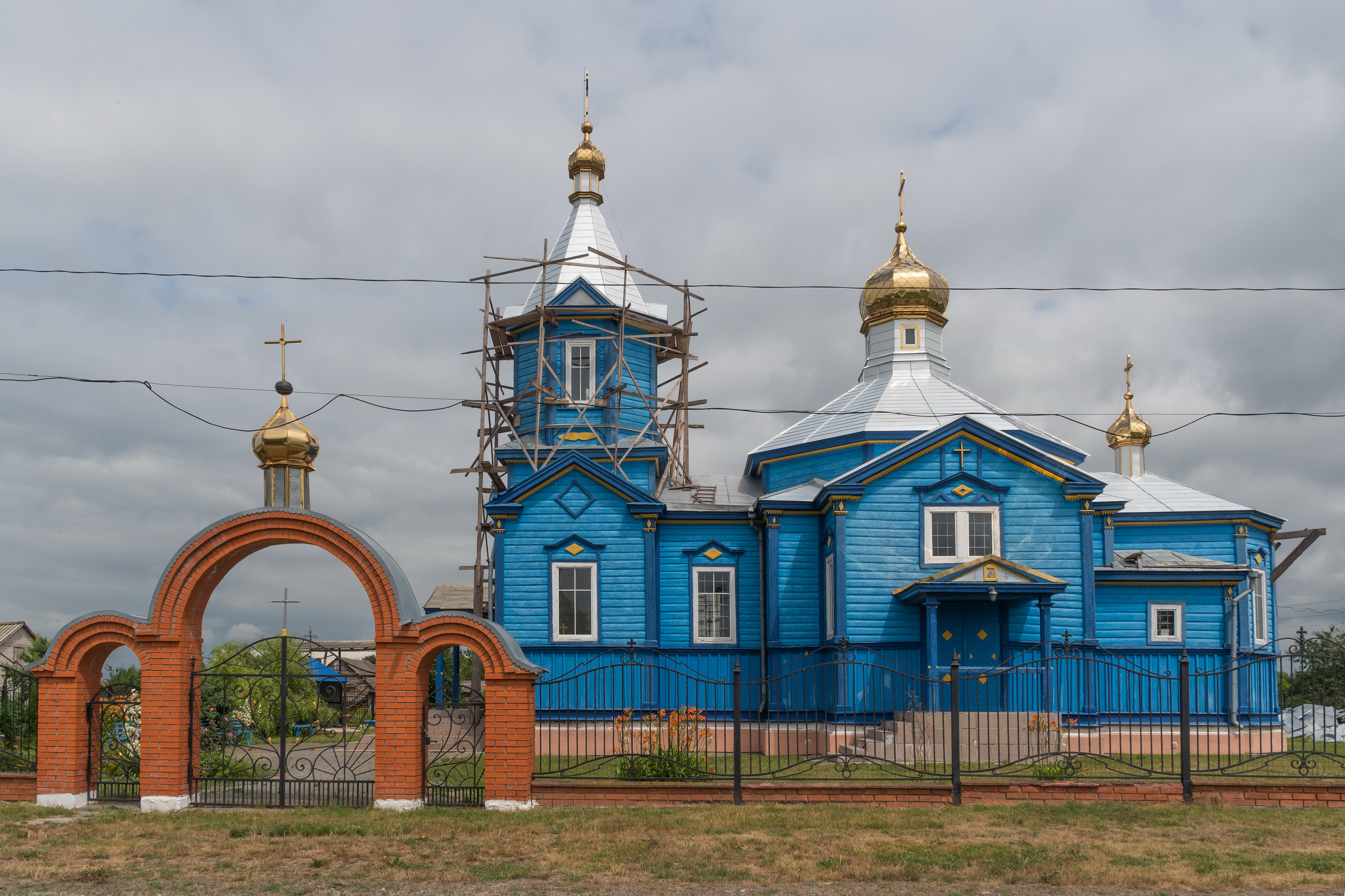
Церква Різдва Богородиці (вигляд із півдня)
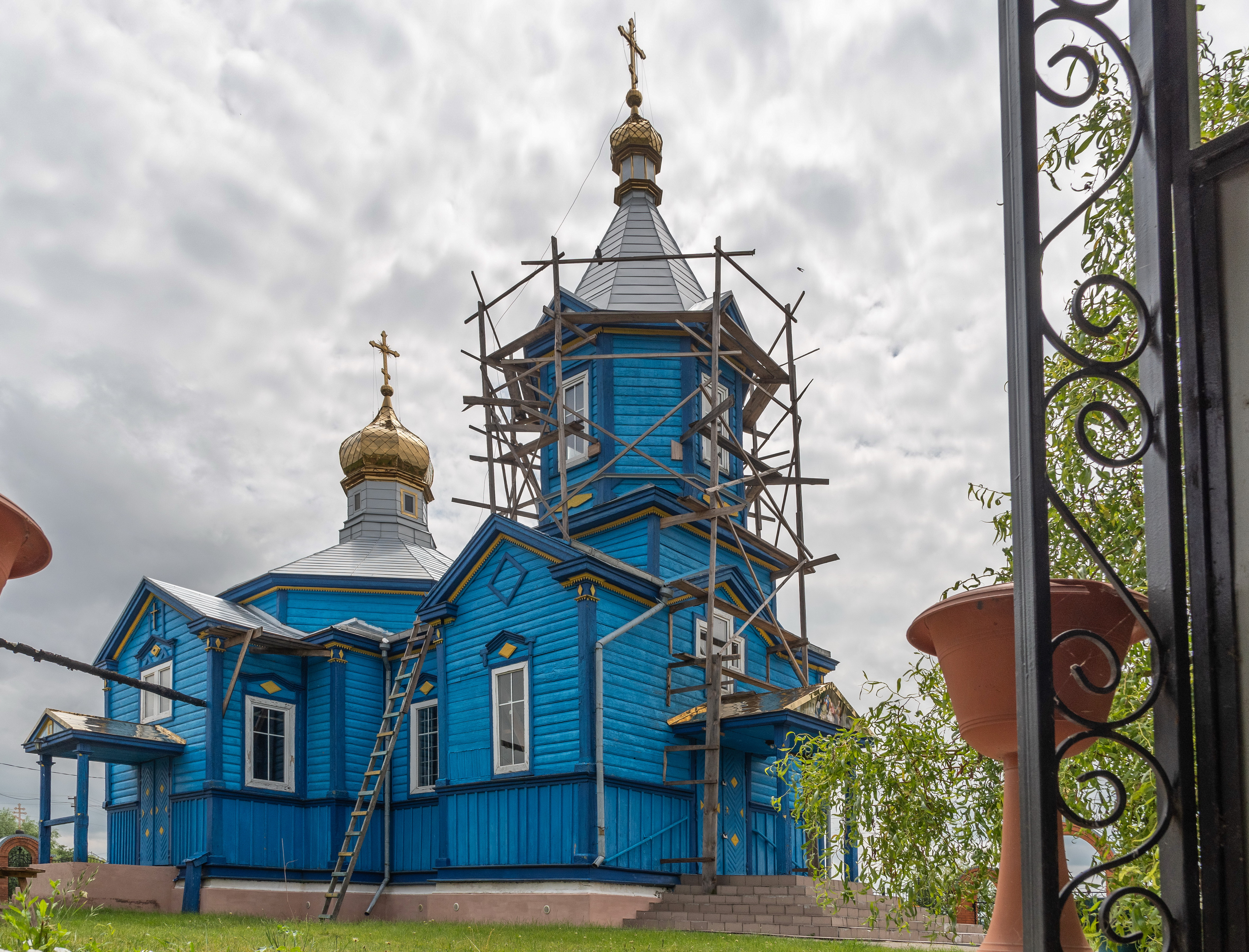
Церква Різдва Богородиці (вигляд із північного заходу)
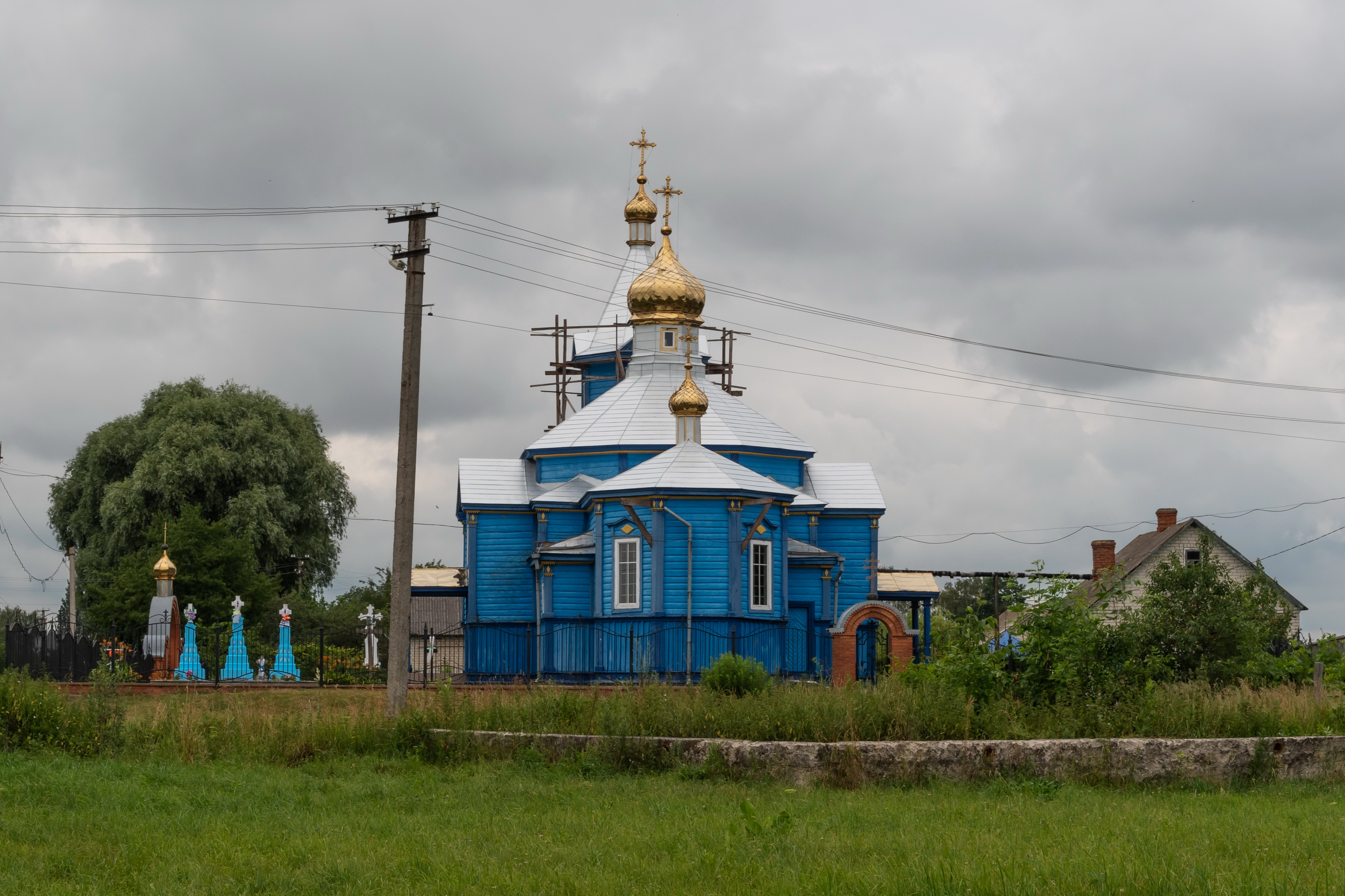
Церква Різдва Богородиці (вигляд зі сходу)
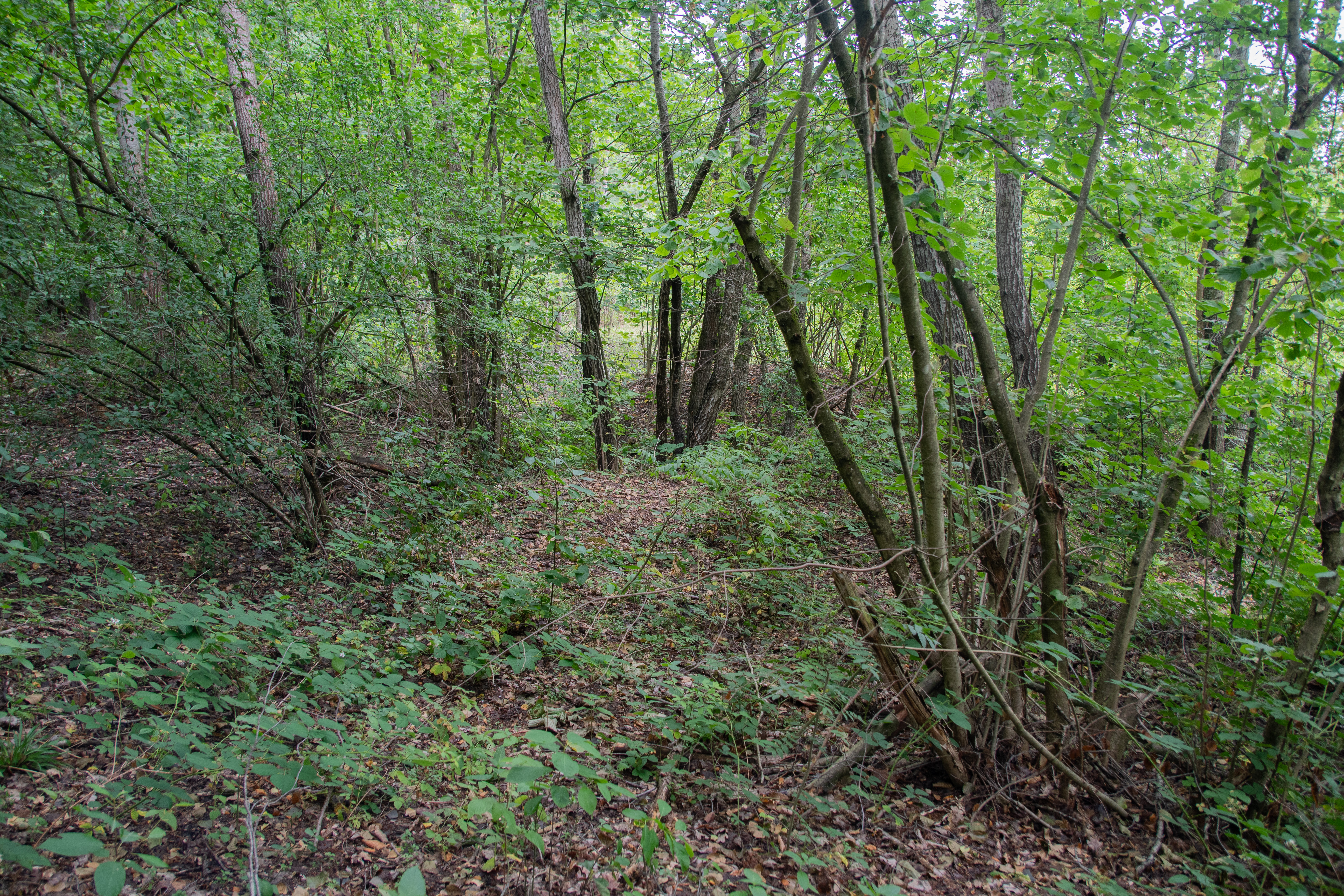
Козацькі могили (загальний вигляд)

## Відомі люди
- У 1950 р. в селі народився Петро Данилович Саганюк — міський голова Володимира-Волинського.
- Петро Остапович Сусваль — військовослужбовець 51-ї окремої механізованої бригади (Володимир). Помер у Дніпровському госпіталі без тями після важкого поранення в боях під висотою Савур-Могила на Донеччині.